# Iglesia de San Bartolomé (Espejo)
La iglesia parroquial de San Bartolomé, en la localidad de Espejo (provincia de Córdoba, Andalucía, España) fue construida a finales del siglo XV (1483), con una ampliación hacia los pies que dobló el tamaño del templo en 1579, siendo un ejemplar de arquitectura gótica-mudéjar que alberga algunas notables obras de arte, como el retablo de San Andrés con sus pinturas de los primeros años del siglo XVI y una importante colección de platería, donde destaca su gran custodia procesional.

## Descripción
Se trata de un templo de tres naves, la central más ancha, con cinco tramos y coro alto a los pies. Las naves terminan en la cabecera en sendas capillas, comunicadas entre sí por grandes arcos ojivales y cubiertas por bóvedas estrelladas, especialmente rica de nervaduras la de la capilla mayor. Las naves se separan por arcos apuntados de amplia luz sostenidos por pilares compuestos por un machón prismático en cuyas cuatro caras se adosan semi columnas alternadamente lisas y estriadas o solo estriadas, en el caso de los seis pilares más próximos a los pies, fruto de la ampliación de 1579.
La nave central se cubre actualmente con bóvedas de arista y las laterales con otras de cañón con lunetos, que sustituyeron en el siglo XVIII a las primitivas armaduras de madera con decoración de lazo, habitual en los artesonados mudéjares.
A los pies de la nave central se encuentra la sillería del Coro Bajo, que solo conserva la parte frontal, aunque poseía también sus dos laterales, y coro alto, sobre lo que fue el vestíbulo de la entrada principal del templo, hoy tapiada, y que ahora sirve de almacén. Sobre el lateral del lado del Evangelio de la sillería se levantaba una tribuna donde se asentaron los consecutivos órganos con los que contó el templo hasta la Guerra Civil.
En el altar mayor, levantado sobre graderío de mármol negro, se encuentra el célebre Retablo de San Andrés.

### Retablo de San Andrés
El retablo de San Andrés es, por la calidad de sus pinturas, uno de los más sobresalientes retablos cordobeses de principios del siglo XVI. Se halla situado en la actualidad en la capilla mayor de la iglesia de San Bartolomé de Espejo, lugar al que fue trasladado después de 1939 en sustitución del retablo mayor que la presidía, destruido en la Guerra Civil. Su primitivo emplazamiento estaba en esta misma iglesia en la denominada capilla de San Andrés, construida hacia 1504 para servir de enterramiento a D. Gonzalo Ruiz de Lucena.
Está compuesto por una estructura arquitectónica en madera en la que se insertan cinco tablas pintadas al óleo: el Nacimiento de Jesús, la Adoración de los Reyes Magos, San Andrés conducido al martirio, la Crucifixión de San Andrés y el Calvario. El retablo estaba presidido por una imagen de San Andrés, hoy desaparecida. En los baquetones que separan las calles se sitúan ménsulas sobre las que se asientan seis pequeñas esculturas polícromas, que representan a otros tantos santos apóstoles, realizadas en madera, a excepción de dos hechas en escayola e incorporadas en época reciente al retablo.Solo aparece firmada la tabla de la Adoración de los Magos, por el pintor Pedro Romana.
El banco del retablo, realizado en madera dorada, no es original, sino un añadido que data de cuando fue trasladado a su emplazamiento actual. La sombra de la tabla central delata la falta de la imagen titular de San Andrés, que fue arrancada y destruida en la Guerra Civil.
Fue restaurado en 1994 por la Dirección General de Bienes Culturales de la Consejería de Cultura y Medio Ambiente de la Junta de Andalucía.
Diversas capillas laterales se abren a la Iglesia en sus dos naves:

### Nave del Evangelio
Tras el ábside del lado del Evangelio, se sitúa una pequeña capilla (antes dedicada a la Purísima y hoy a Nuestra Señora de las Mercedes) con cubierta de nervios decorados con ovas y portada con arco de medio punto flanqueado por pilastras estriadas, sobre el que descansan dos trozos de frontón curvo rizado y un medallón central con un relieve policromado de la Purísima Concepción. El retablo procede de la antigua Iglesia de Nuestra Señora de Gracia, que perduró en ruinas hasta los años 70.
Le sigue la antigua capilla de San Marcos o de San Antonio, con portada con frontón curvo partido y enrollado y relieve del Evangelista en el centro y cúpula con florón central del que parten nervios. El gran cuadro de San Antonio que presidía su altar, preside actualmente la Sacristía. Actualmente la usa la Hermandad de la Borriquita. A continuación nos encontramos con la gran Capilla del Sagrario.

#### Capilla del Sagrario
Muy importante es la Capilla del Sagrario (antes dedicada a la Virgen de la Fuensanta, patrona de la localidad, cuya antigua y extinta cofradía la construyó), del tercer cuarto del siglo XVIII, en estilo barroco, que por sus grandes dimensiones constituye una iglesia completa en sí misma, con su nave de tres tramos articuladas por pilastras entre las que se disponen altares y capillas, crucero cubierto por cúpula, camarín (que actualmente preside Nuestro Padre Jesús Nazareno) tras el retablo mayor, sacristía, etc. A ella se abre la Capilla de Ánimas, de mayor tamaño que las que dan al cuerpo de la Iglesia, que también posee tres tramos y sacristía propia. Los restantes altares y retablos de la Capilla del Sagrario son los de San Bartolomé, San Isidro, Perpetuo Socorro, Sagrado Corazón, Altar Mayor del Sagrario (con la imagen de Jesús Nazareno presidiendo el camarín), Virgen del Rosario, la comentada Capilla de Ánimas (con la Vera Cruz, Cristo de la Buena Muerte, Señor del Santo Sepulcro y Virgen de la Soledad en el retablo-camarín), San Miguel Arcángel y San José. Tiene puerta lateral al exterior que se encuentra tapiada prácticamente desde la finalización de la capilla, pues tras ella, en el interior, se encontraba un órgano barroco sobre su tribuna. Solo el retablo mayor y los dos gemelos del crucero, los tres barrocos, además del retablo principal de la Capilla de Ánimas, de estilo neoclásico con rocallas, son los antiguos que se conservan, pues los demás, algunos muy valiosos, fueron destruidos o sustraídos durante la Guerra Civil.
Tras salir de la Capilla del Sagrario, hay tres capillas más en el lado del Evangelio (Rosario, Inmaculada y Baptisterio) , entre las que destaca la central, gótica, de planta cuadrada con bóveda de terceletes y cerrada por reja de hierro, ocupada actualmente por la Virgen de la Amargura de la Cofradía del Amor. La primera, antigua del Rosario, la preside la Virgen de los Dolores de la Hermandad del Nazareno y se trata de una reconstrucción de la antigua capilla de la hermandad que tras la Guerra Civil fue transformada en puerta de entrada. También contiene las imágenes de San Juan Evangelista y la Santa Mujer Verónica, imágenes como la Virgen de los Dolores de Juan Martínez Cerrillo, que también restauró-reconstruyó al Nazareno. La central, antigua de la Inmaculada Concepción, la preside la Virgen de la Amargura de la Cofradía del Amor, una antigua imagen cordobesa del XVII excesivamente modificada desde su llegada a Espejo en 1985 por diferentes imagineros. La tercera capilla, del Baptisterio, además de la pila bautismal, sirve de capilla para el Señor Resucitado y la Virgen del Rocío y Gloria, obras de Alfonso Castellano, Titulares de la Agrupación de Cofradías. La interesante verja de madera del XVII que cerraba esta capilla ha desaparecido en la reciente restauración del templo.

### Nave de la Epístola
En el lado de la Epístola se encuentran la antesacristía -espacio cubierto por dos bóvedas de crucería- y la sacristía, adosada a la estancia anterior, y una serie de capillas. Esta nave es presidida por una hornacina con la Virgen de la Candelaria. La capilla más próxima al presbiterio, que estuvo dedicada a San Andrés, se fecha en los primeros años del siglo XVI (1504). Se accede a ella por un vano de arco apuntado cerrado con reja gótica, que hasta la Guerra Civil estuvo coronada por un interesante calvario gótico, y en su interior, de planta cuadrada cubierta con bóveda de terceletes que arrancan de ménsulas con cardina, hay varios elementos a destacar como un rosetón gótico y los azulejos sevillanos del XVI que revisten la mesa del altar sobre el que estuvo situado el retablo de San Andrés que hoy preside el templo. Actualmente la usa la Hermandad del Cautivo, la Virgen de la Paz y Esperanza y Nuestra Señora de la Fuensanta, copatrona de Espejo, que la preside.
Después está la antigua Capilla de san Ildefonso, hoy dedicada a la Virgen del Carmen. La siguiente capilla en realidad era el pórtico de la entrada lateral de la Iglesia, pero que se cerró y techó con bóveda de crucería en 1942 para conformar una capilla antes inexistente. Su espacio actualmente alberga el Museo Tesoro de Orfebrería Parroquial. Por dentro aún se puede ver la fachada gótico-plateresca que antiguamente daba al exterior. El arco de acceso a la nave es carpanel, fasciculado, con capitelillos lisos y la bóveda de terceletes con nervios muy delgados que arrancan de ménsulas en esquina.

#### Museo Tesoro de Orfebrería
En dicha capilla, creada en la que fuera puerta lateral del templo, desde el principio se expuso la Custodia Procesional, enseres de orfebrería y diversos cuadros, pero a finales de los años 70 del siglo XX, una vez fundada la Agrupación de Cofradías y ante el robo de diversas obras de arte del templo, se vio la necesidad de transformar la capilla en una "caja fuerte"-museo para custodiar, convenientemente inventariadas, todas las valiosísimas piezas de orfebrería que conservaba la Parroquia y, de esta forma, la Agrupación de Cofradías realizó diversas actividades para sufragar el coste del blindado de la puerta y cristales de la capilla y su musealización como Museo Tesoro Parroquial de Orfebrería.
Entre las numerosas piezas, podemos encontrar la exquisita Cruz Parroquial de Diego Fernández, diversos cálices, como uno gótico magnífico, portapaces y otros enseres del XVI y XVII, el magnífico ajuar rococó de Damián de Castro de la antigua imagen de la Virgen de la Fuensanta (media luna, rostrillo, coronas y cetros), ostensorios, sacras, relicarios, atriles, hacheros, varales de palio, incensarios y todo tipo de enseres litúrgicos del barroco y rococó cordobés, la cumbre de la afamada platería cordobesa, varios cálices y custodia de altar del XIX y así hasta el Sagrario de Plata de los años 50 del siglo XX, pero la joya del patrimonio en orfebrería en Espejo es sin duda la Custodia Procesional, comenzada por Tomás Jerónimo de Pedrajas y Alonso de Aguilar, pero finalmente realizada casi al completo por Bernabé García de los Reyes, estrenándose en 1725. Consta de dos cuerpos con columna salomónicas y estípites churriguerescos, imágenes de ángeles y evangelistas, una Inmaculada en el cuerpo bajo, ostensorio en el alto y San Bartolomé en la cúspide, todo ello, exornado con frontones partidos y meticuloso labrado, así como ánforas con florecillas que le dan movimiento al conjunto. En diversos tratados de orfebrería se la considera una de las mejores custodias de España.
Consecuencia también de esas obras de 1942 fue la transformación de la que era la última capilla de este lado, dedicada a Jesús Nazareno, fechada en 1765 por una inscripción que figura en su cúpula de forma oval, con un florón central de hojarascas desde el que parten fajas radiales que segmentan espacios entre los que se intercalan símbolos de la pasión. Se abrió para servir de entrada principal al templo colocando hacia el exterior una portada de 1679 procedente de la desaparecida Ermita de Nuestra Señora de las Angustias que se encontraba en la Plaza de la Constitución.
Otros altares y retablos, como el de San Francisco Javier, el de San Francisco de Asís, el de San Pedro, San Miguel... y numerosos cuadros se perdieron mayoritariamente en el asalto y ataques durante la Guerra civil, pero también durante la restauración de Regiones Devastadas en la que se hicieron numerosos cambios, como los ya comentados de varias capillas y también la desaparición de los lados laterales de la sillería del coro bajo, así como las tribunas y los órganos de la nave central y de la capilla del Sagrario. Décadas después se produjeron robos y desapariciones de otras importantes piezas pictóricas y de orfebrería.
Por último, del exterior cabe mencionar la torre, de época barroca, compuesta de un fuste macizo en el que se alberga la escalera de caracol que permite alcanzar el cuerpo de campanas que se abre en sus cuatro lados por vanos de medio punto muy esbeltos con sendos balcones curvos.

## Cofradías
En la Parroquia de San Bartolomé están erigidas canónicamente las siguientes cofradías (por orden de antigüedad):
- Hermandad de Ánimas (Vera Cruz, Buena Muerte, Santo Entierro y Soledad) (fusión de tres primitivas cofradías fundadas en el siglo XVI y XVII)
- Hermandad del Santísimo Sacramento (fundada en el siglo XVI)
- Hermandad del Nazareno (fundada antes de 1633, fecha de las reglas más antiguas conocidas, pero no las fundacionales)
- Hermandad del Amor (fundada en 1963)
- Hermandad de la Borriquita (fundada en 1965 y refundada en 2007)
- Hermandad del Cautivo y Fuensanta (fundada en 1997) (no es refundación de la muy antigua y extinguida Cofradía de la Fuensanta)
- Hermandad del Resucitado (fundada en 2008, filial de la Agrupación de Cofradías)

Así como también la Agrupación de Hermandades y Cofradías (fundada en 1977) y formada por todas ellas.
La Parroquia de San Bartolomé cuenta también con turno de Adoración Nocturna Femenina, que realiza sus cultos en la iglesia auxiliar de Santa Teresa (Hogar Parroquial).
Siglos y décadas atrás, la parroquia y sus iglesias auxiliares contaron con otras cofradías y asociaciones hoy extinguidas o disueltas como:
- Hermandad de la Vera Cruz (disuelta en el siglo XVIII)
- Hermandad de la Fuensanta (disuelta a finales del siglo XVIII)
- Hermandad del Señor del Huerto, Cristo Amarrado a la Columna y Virgen de los Dolores (existente hasta la Guerra Civil)
- Hermandad de la Caridad y Nuestra Señora de Gracia
- Hermandad de la Virgen de la Cabeza (filial de la Matriz de Andújar)
- Hermandades Rosarianas
- Hermandad de carpinteros de San José
- Hermandad de San Isidro
- Asociación del Sagrado Corazón de Jesús
- Asociación del Perpetuo Socorro
- Asociación Juvenil del Hogar Parroquial

## Iglesias Auxiliares
Además del templo parroquial, la Parroquia cuenta con los siguientes edificios auxiliares:
- Iglesia de Santa Teresa (conocida como Hogar Parroquial). Se trata de una moderna capilla de los años 60, construida sobre el solar de la iglesia del primitivo convento carmelita descalzo, desamortizado en el XIX, pero del que quedaba la iglesia hasta la construcción del actual y dependencias del antiguo convento hasta hace pocos años en que fue derribada la casa privada contigua que aún las contenía. Cuenta con los salones parroquiales en la planta alta, donde se realizan las catequesis y otros actos. En sus sótanos sin uso aún perviven antiguas despensas o cocinas conventuales. Es la principal iglesia auxiliar, donde se celebra la eucaristía a diario y donde se encuentra actualmente el despacho y archivo parroquial. Está presidida por el Santísimo Cristo del Amor y cuenta con una interesantísima imagen de la Virgen del Carmen sevillana del siglo XVIII de Cristóbal Ramos.
- Ermita de la Virgen de la Cabeza. Templo construido a finales del siglo XVI o principios del siglo XVII por la primitiva Hermandad de la Virgen de la Cabeza, filial de la de Andújar. En el siglo XIX fue reformado por D. Trinidad Comas para servir de escuela parroquial y en los años 90, cedido al Ayuntamiento, para usos culturales. Actualmente, una vez recuperada por la Iglesia, sirve para diversos actos parroquiales, de las Cofradías y catequesis. Durante la restauración de la Parroquia y de la Iglesia de Santa Teresa (Hogar Parroquial), estuvo sirviendo como iglesia auxiliar al culto.
- Ermita de Santo Domingo de Guzmán, siglo XVI. Ermita sencilla de piedra con portada manierista. Después de pasar por muchos usos cedida al Ayuntamiento cayó en ruina absoluta con colapso total de sus tejados. Tras ser recuperada por la Iglesia, el Obispado de Córdoba procedió a su completa restauración al mismo tiempo que se restauraba la Parroquia y actualmente se encuentra en un perfecto estado, sirviendo de almacén de pasos a las cofradías.
- Ermita de San Sebastián y Santa Rita, siglo XVI. Ermita con numerosas ampliaciones y reformas a lo largo de los siglos, habiendo tenido numerosos usos recientes como es el de escuela y local de Clases de Verano del Ayuntamiento que la tenía en uso. Tras recuperarla la Iglesia, el Obispado de Córdoba ha firmado recientemente un convenio de cesión para usos culturales con el Ayuntamiento que le obliga a este último a restaurarla y mantenerla, como no hizo en las últimas décadas y motivo por el que se encuentra en ruina.
- Capilla de San Miguel. (No pertenece a la Parroquia) siglo XVIII. Construida como capilla del Convento-Colegio de Educandas de San Miguel, se trata de un hermoso templo barroco, propiedad de la asociación socio-recrativa "Peña Los Amigos", que adquirió el colegio e iglesia a las monjas cuando se trasladaron en los años 70. En el antiguo Colegio-Convento se han instalado las dependencias de la sociedad, mientras que la capilla fue restaurada por la Junta de Andalucía para usos culturales. Mientras lo regentaron las monjas fue la iglesia auxiliar de la parroquia más importante. Desde la restauración del templo ha servido como iglesia auxiliar durante las obras en la Parroquia y Hogar Parroquial. Durante un tiempo se mantuvo una misa mensual en su interior. Actualmente, solo el día de la Virgen del Carmen (16 de julio) se celebra en su interior la eucaristía y salida procesional de la Virgen del Carmen que preside el templo.

## Mantenimiento y Restauración
La Parroquia de San Bartolomé, así como la Iglesia de Santa Teresa (Hogar Parroquial) y las Ermitas de la Virgen de la Cabeza y Santo Domingo, se mantienen y cuidan con los aportes de donativos y colaboración de sus feligreses y de las cofradías del pueblo.
Restauración
En marzo de 2010, poco antes de Semana Santa, la caída de una pieza de la bóveda de arista de la cabecera motivó una revisión de urgencia por los arquitectos de la diócesis que determinó que el templo se encontraba en peligro de ruina por el mal estado de sus cubiertas, debido las fuertes lluvias que habían tenido lugar durante los años precedentes y a décadas de malo o nulo mantenimiento. El templo fue clausurado de urgencia y las cofradías debieron buscar lugares alternos para terminar sus cultos cuaresmales y para salir procesionalmente en Semana Santa.
Pronto comenzaron las reuniones de la parroquia con sus cofradías con el Obispado de Córdoba y los arquitectos diocesanos para realizar el proyecto de su restauración y meses después comenzaron las obras.
Se da la circunstancia que la Diócesis de Córdoba había comenzado a restaurar poco tiempo antes la Iglesia auxiliar de Santa Teresa (Hogar Parroquial), por lo que los cultos se tuvieron que repartir entre la Ermita de la Virgen de la Cabeza y la Iglesia-Capilla de San Miguel, propiedad de la Peña "Los Amigos" que la cedió para tal fin.
Aunque los problemas fundamentales estaban en la cubiertas, se hizo un proyecto global para subsanar todos los problemas crónicos que padecía la Parroquia de San Bartolomé, pues al igual que las cubiertas, muchos de ellos venían de la restauración con prisas y pocos medios que se hizo tras la Guerra Civil y otras actuaciones posteriores. Además de la renovación total de las cubiertas, se proyectó la restauración completa de la torre-campanario, la limpieza exterior de todo el perímetro del templo, levantar la solería de terrazo de unas décadas atrás y el estudio y saneamiento de las criptas, seguramente llenas de escombros y sin la ventilación necesaria para evitar la acumulación de humedades, así como conducirlas para su evacuación exterior por medio de canalizaciones.
Dado el gran tamaño del templo y lo ambicioso del proyecto de restauración global, el presupuesto se hacía totalmente inviable y las circunstancias económicas de la época, además de poco interés por las instituciones políticas, provocaron replantearlo a lo estrictamente urgente y necesario para evitar su ruina y que pudiera reabrirse al culto de forma óptima. Finalmente hubo que descartar la parte del proyecto que implicaba el saneamiento del suelo, criptas y solerías para evitar humedades, que siguen siendo un problema hoy en día y habrá que atajar tarde o temprano.
La restauración del templo consistió en:
- Sustitución completa de la cubierta de la nave mayor y capillas del templo, reconstruida a principios de los 40 tras su bombardeo en la Guerra Civil, en la que se rescataron algunos de los pocos restos de vigas de madera labradas que se conservaban del primitivo artesonado mudéjar para ser expuestos en el templo.
- Restauración de las bóvedas de piedra de nervaduras góticas del presbiterio y cabeceras de las naves laterales, así como de las capillas góticas y limpieza y saneamiento de las restantes bóvedas.
- Restauración y saneamiento de la cubierta de la gran Capilla del Sagrario.
- Limpieza y saneamiento de todo el perímetro exterior del templo en la zona del Patio del Aljibe, cerrada normalmente al público, en el que se habían acumulado escombros y desperdicios procedentes del Castillo. También se demolió un almacén exterior que adosó décadas atrás la Hermandad del Nazareno a la capilla de los Dolores y que no pertenecía a la construcción histórica del templo, desvirtuando su percepción exterior y perjudicándola.
- Limpieza, saneamiento y restauración completa de la Torre-Campanario, de su escalera de caracol y todos los habitáculos a los que da.
- Restauración de las campanas y nuevo sistema electrónico de accionamiento, con reloj y nuevos toques, sufragado por donativos de la feligresía.
- Nueva instalación eléctrica de todo el templo, con sistemas de seguridad modernos e iluminación artística completa y con diferentes grados de luminosidad, todo con sistemas de ahorro energético. Se eliminaron las lámparas de hierro, carentes de valor artístico ni lumínico, que se colocaron tras la Guerra Civil y que iban contra la concepción del templo histórica precedente, en la que no había ninguna lámpara en los arcos góticos.
- Pintura de todo el interior y fachada lateral que hace de principal, recuperando el blanco completo histórico original.
- Pulido y abrillantado de la solería de terrazo actual y del de mármol antiguo de las capillas.
- Limpieza y restauración de los diversos retablos, altares e imágenes.
- Restauración completa del armonio Cramer's del siglo XIX.
- Diversos trabajos menores de limpieza y saneamiento en aseos, archivo, antesacristía, sacristía, archivo, etc.
- También se restauró completamente la Ermita de Santo Domingo, que estaba en ruina y con la techumbre caída, saneando sus paredes y construyéndole un nuevo tejado acorde a su histórico. Es usada como almacén para las cofradías y parroquia.

El templo fue reabierto al culto en una misa solemne multitudinaria el domingo 4 de marzo de 2012, presidida por el Obispo de Córdoba, Mons. Demetrio Martínez y concelebrada por la curia diocesana, el arciprestazgo y diversos sacerdotes relacionados con Espejo. Solemnizó la eucaristía el Coro José María Aguilar de Espejo que interpretó la Prima Missa Pontificali de Perosi y diversos motetes.
Toda esta restauración fue sufragada por el Obispado de Córdoba que aportó 550 000 Euros y un préstamo que pidió la Parroquia y las Cofradías, así como diversos donativos y aportes de los feligreses, quienes también colaboraron con su propio trabajo. No ha habido ninguna colaboración económica ni del Ayuntamiento, ni de la Junta de Andalucía (quien nombró el templo como protegido Bien de Interés Cultural) ni ninguna Administración Pública. Actualmente, la feligresía de la Parroquia y las Cofradías siguen pagando el préstamo que se debe.

## Cultos
La Iglesia Parroquial de San Bartolomé es un templo religioso católico, bajo la advocación de San Bartolomé Apóstol, perteneciente a la Diócesis de Córdoba.

### Horarios de Misas
- Sábados y vísperas de festivos: 19:30 horas en invierno o a las 20:30 horas en verano.
- Domingos y días de precepto: 11:00 horas. El primer domingo de cada mes se celebra la misa en la Capilla del Sagrario como Misa de Hermandad de la Cofradía de Jesús Nazareno.
- Todas las celebraciones de mayor solemnidad, especiales o extraordinarias, así como los cultos de las cofradías que en Cuaresma, Semana Santa y durante el resto del año se celebran.

#### Misas en la Iglesia auxiliar de Santa Teresa (Hogar Parroquial)
- Lunes a viernes: 19:30 horas en invierno y a las 20:30 horas en verano.
- Domingos y días de precepto: 12:30 horas y 19:30 horas en invierno o a las 20:30 horas en verano.
- Jueves, a las 19 horas en invierno y a las 20 horas en verano, Exposición y Manifiesto del Santísimo Sacramento.
- Noche del miércoles y madrugada de jueves primero de cada mes Exposición del Santísimo Sacramento y misa del turno de adoración de la Adoración Nocturna de Espejo.

### Despacho Parroquial y Archivo
- Lunes a sábado durante la mañana en la Iglesia de Santa Teresa (Hogar Parroquial).
- Las catequesis de primera comunión, confirmación y cursillos prematrimoniales se realizan en los Salones Parroquiales sitos en esta Iglesia de Santa Teresa (Hogar Parroquial).

## Visitas Turísticas
La Parroquia de San Bartolomé se encuentra abierta de forma pública y siempre gratuita en los siguientes horarios:
- Sábados desde las 19 horas hasta la celebración de la misa.
- Domingos desde las 10 de la mañana hasta la celebración de la misa.
- Siempre que haya misa, entre una hora y media antes de su celebración.
- A diario, en horario a convenir con el párroco que se encontrará en el despacho de la Iglesia de Santa Teresa (Hogar Parroquial).